# Варегово (Большесельское сельское поселение)
В Большесельськом районе ещё три населённых пункта с таким названием, село Варегово, центр сельского поселения, находится на восточной окраине Варегова болота, деревни Старое Варегово и Лесное Варегово, на юго-западе и на северо-западе от болота.
Варегово — деревня в Большесельском сельском поселении Большесельского района Ярославской области.

## Население
По данным статистического сборника «Сельские населенные пункты Ярославской области на 1 января 2007 года», в деревне Варегово проживает 28 человек. По топокарте 1975 года в деревне проживало 18 человек.

## География
Деревня находится на восток от районного центра Большое Село, к югу от Варегова болота. Она стоит на автомобильной дороге из Ярославля на Большое Село. На расстоянии около 3 км к западу от Варегово, в сторону Большого Села, на дороге стоит деревня Ильицино. На расстоянии около 6 км в противоположную сторону на дороге стоит деревня Глебово. К юго-востоку от Варегово находится относительно небольшое Якимовское болото. В Варегово имеется геодезический знак с отметкой высот 145,7 м. В 2 км к югу от Варегово находится поле, где ранее стояла деревня Бакино.

## История
Деревня Варегова указана на плане Генерального межевания Борисоглебского уезда 1792 года. В 1825 году Борисоглебский уезд был объединён с Романовским уездом. По сведениям 1859 года деревня относилась к Романово-Борисоглебскому уезду.